# Patrik Kühnen
Pour les articles homonymes, voir Kuhnen.
Patrik Kühnen, né le 11 février 1966 à Püttlingen dans la Sarre, est un joueur de tennis allemand, professionnel de 1985 à 1996.

## Carrière
Il a gagné la Coupe Davis à trois reprises en 1988, 1989 et 1993 avec l'équipe d'Allemagne; lors du troisième titre, il gagne le double en finale associé à Michael Stich. Il a également gagné la World Team Cup en 1989 et 1994.
Dans sa carrière professionnelle, il a gagné deux titres en simple sur le circuit ATP à Adélaïde en 1989 et Moscou en 1993. Il a également gagné trois titres et disputé trois finales en double messieurs.
De 2003 à 2012, il est le capitaine des équipes allemandes pour la Coupe Davis et la World Team Cup, épreuve que l'Allemagne a gagnée en 2005. Il est également le directeur du tournoi de Munich.

## Palmarès

### Finales en simple (2)
| No | Date       | Nom et lieu du tournoi          | Catégorie    | Dotation  | Surface         | Vainqueur      | Score         |  |
| -- | ---------- | ------------------------------- | ------------ | --------- | --------------- | -------------- | ------------- |  |
| 1  | 02-01-1989 | South Australian Open, Adélaïde |              | 93 400 $  | Dur (ext.)      | Mark Woodforde | 7-5, 1-6, 7-5 |  |
| 2  | 08-11-1993 | Kremlin Cup, Moscou             | World Series | 325 000 $ | Moquette (int.) | Marc Rosset    | 6-4, 6-3      |  |

### Titres en double (3)
| No | Date       | Nom et lieu du tournoi                | Catégorie    | Dotation  | Surface         | Partenaire    | Finalistes                      | Score    |  |
| -- | ---------- | ------------------------------------- | ------------ | --------- | --------------- | ------------- | ------------------------------- | -------- |  |
| 1  | 09-11-1987 | Frankfurt Cup Francfort               |              | 150 000 $ | Moquette (int.) | Boris Becker  | Scott Davis David Pate          | 6-4, 6-2 |  |
| 2  | 08-02-1988 | ABN World Tennis Tournament Rotterdam |              | 325 000 $ | Moquette (int.) | Tore Meinecke | Magnus Gustafsson Diego Nargiso | 7-6, 7-6 |  |
| 3  | 04-01-1993 | Qatar Mobil Open Doha                 | World Series | 450 000 $ | Dur (ext.)      | Boris Becker  | Shelby Cannon Scott Melville    | 6-2, 6-4 |  |

### Finales en double (3)
| No | Date       | Nom et lieu du tournoi           | Catégorie    | Dotation  | Surface         | Vainqueurs                    | Partenaire      | Score    |  |
| -- | ---------- | -------------------------------- | ------------ | --------- | --------------- | ----------------------------- | --------------- | -------- |  |
| 1  | 12-10-1987 | Grand Prix de Toulouse Toulouse  |              | 175 000 $ | Dur (int.)      | Wojtek Fibak Michiel Schapers | Kelly Jones     | 6-2, 6-4 |  |
| 2  | 09-09-1991 | Grand Prix Passing Shot Bordeaux | World Series | 270 000 $ | Dur (ext.)      | Arnaud Boetsch Guy Forget     | Alexander Mronz | 6-2, 6-2 |  |
| 3  | 07-10-1996 | Salem Open Pékin                 | World Series | 303 000 $ | Moquette (int.) | Martin Damm Andreï Olhovskiy  | Gary Muller     | 6-4, 7-5 |  |